# Bahnhof Offenburg
Der Bahnhof Offenburg der baden-württembergischen Stadt Offenburg ist einer der wichtigsten Knotenpunkte des Bahnverkehrs in Südbaden. Hier treffen sich die beiden Hauptstrecken der Rheintalbahn (Mannheim–Basel) und der in Offenburg beginnenden Schwarzwaldbahn nach Konstanz, darüber hinaus gehen von Offenburg verschiedene Regionallinien aus. Der Personenbahnhof verfügt über sieben Gleise an vier Bahnsteigen. In Offenburg ist auch die Bezeichnung „Offenburg Hauptbahnhof“ als Abgrenzung zum Haltepunkt Offenburg Kreisschulzentrum an der Schwarzwaldbahn weit verbreitet. Der Bahnhof Offenburg wird im Betriebsstellenverzeichnis unter der Bezeichnung RO geführt.
Der Bahnhof hatte eine wichtige wirtschaftliche Bedeutung für die Eisenbahnerstadt Offenburg, hat diese jedoch infolge der Stilllegung des Ausbesserungswerkes und des Rangierbahnhofes verloren. Letzterer wird nunmehr teilweise als Güterbahnhof genutzt, das Ausbesserungswerk wurde inzwischen bis auf zwei Nebengebäude abgerissen. Der Bahnhof liegt etwa einen Kilometer nördlich der Altstadt und ist durch 18 verschiedene Linien vom 50 Meter entfernten Zentralen Omnibusbahnhof Offenburg (ZOB) zu erreichen.

## Gleisbelegung
- Gleis 1 dient dem Fernverkehr Richtung Freiburg und in die Schweiz
- Gleis 2 dient dem Regionalverkehr Richtung Freiburg und Basel SBB
- Gleis 3 dient dem Fernverkehr Richtung Karlsruhe und einzelnen RE Richtung Freiburg und Basel Bad Bf
- Gleis 4 dient dem Regionalverkehr nach Straßburg und einzelnen RE nach Karlsruhe sowie Konstanz
- Gleis 5 dient dem Regionalverkehr Richtung Hausach und einzelnen IC Richtung Konstanz
- Gleis 6 dient dem Regionalverkehr Richtung Karlsruhe
- Gleis 7 dient dem Regionalverkehr Richtung Freudenstadt und Bad Griesbach

## Fernverkehr
| Linie      | Zuglauf | Takt                        |
| ---------- | --- | --------------------------- |
| TGV        | Freiburg (Breisgau) – Emmendingen – Lahr (Schwarzw) – Offenburg – Strasbourg – Paris Est                                                                                         | ein Zugpaar täglich         |
| ICE 12     | Berlin – Braunschweig – Kassel-Wilhelmshöhe – Frankfurt (Main) – Mannheim – Karlsruhe – Offenburg – Freiburg (Breisgau) – Basel (– Bern – Interlaken Ost)                        | 2-Stunden-Takt              |
| ICE 20     | (Kiel–) Hamburg – Hannover – Kassel-Wilhelmshöhe – Frankfurt (Main) – Karlsruhe – Baden-Baden (–Offenburg) – Freiburg (Breisgau) – Basel SBB – Zürich HB (–Chur)                 | Einzelne Züge               |
| ICE 43     | (Amsterdam CS – Duisburg –) bzw. (Hannover – Dortmund – Wuppertal –) Köln – Siegburg/Bonn – Frankfurt Flughafen – Mannheim – Karlsruhe – Offenburg – Freiburg (Breisgau) – Basel | 2-Stunden-Takt              |
| ICE 60     | Basel SBB – Freiburg (Breisgau) – Offenburg – Karlsruhe – Bruchsal – Stuttgart – Augsburg – München-Pasing – München Hbf                                                         | Ein Zugpaar Mo–Sa           |
| IC 35      | Emden – Lingen – Münster (Westf) – Recklinghausen – Duisburg – Köln – Koblenz – Mannheim – Karlsruhe – Offenburg – Konstanz                                                      | Einzelne Züge am Wochenende |
| EN 470/471 | ÖBB Nightjet Hamburg – / Berlin – Frankfurt (Main) Süd – Mannheim – Karlsruhe – Offenburg – Freiburg (Breisgau) – Basel – Zürich                                                 | ein Zugpaar täglich         |

## Regionalverkehr
| Zuggattung | Zuglauf | Takt                     | Betreiber |
| ---------- | --- | ------------------------ | --------- |
| RE 2       | Karlsruhe – Baden-Baden – Achern – Offenburg – Haslach – Hausach – Villingen (Schwarzw) – Singen (Hohentwiel) – Radolfzell – Konstanz | 60 min                   | DB Regio  |
| RE 7       | (Karlsruhe –) Offenburg – Lahr (Schwarzw) – Emmendingen – Freiburg (Breisgau) Hbf – Bad Krozingen – Müllheim (Baden) – Weil am Rhein – Basel Bad Bf (– Basel SBB) | 60 min (versetzter Takt) | DB Regio  |
| RS 1       | Offenburg – Biberach (Baden) – Hausach – Hornberg / (– Alpirsbach – Freudenstadt Hbf) | 60 min                   | SWEG      |
| RS 2       | Offenburg – Appenweier – Oberkirch – Bad Griesbach | 60 Min                   | SWEG      |
| RS 12      | (Offenburg –) Biberach (Baden) – Zell am Harmersbach – Oberharmersbach-Riersbach | zwei Zugpaare wochentags | SWEG      |
| RS 3       | (Offenburg – Appenweier –) Achern – Ottenhöfen | zwei Zugpaare wochentags | SWEG      |
| RS 4       | Offenburg – Appenweier – Kork – Kehl – Straßburg | 30/60 min                | SWEG      |
| RB26       | (Müllheim (Baden) – Buggingen – Heitersheim – Bad Krozingen – Norsingen – Schallstadt – Ebringen –) (einzelne Züge wochentags) Freiburg (Breisgau) Hbf – (Freiburg-Herdern → Freiburg-Zähringen →) (ein Zug morgens in Tagesrandlage) Gundelfingen (Breisgau) – Denzlingen – Kollmarsreute – Emmendingen – Teningen-Mundingen – Köndringen – Riegel-Malterdingen – Kenzingen – Herbolzheim (Breisgau) – Ringsheim – Orschweier – Lahr (Schwarzw) – Friesenheim (Baden) – Offenburg Stand: Fahrplanwechsel Dezember 2022 | 60 min                   | DB Regio  |

(Stand 15. Dezember 2024)
An den Fernverkehr besteht Anschluss durch die SWEG, die Offenburg mit Straßburg, Bad Griesbach und Freudenstadt verbindet. Hinzu kommen einzelne Züge über Biberach nach Oberharmersbach-Riersbach und über Achern nach Ottenhöfen.

## Geschichte

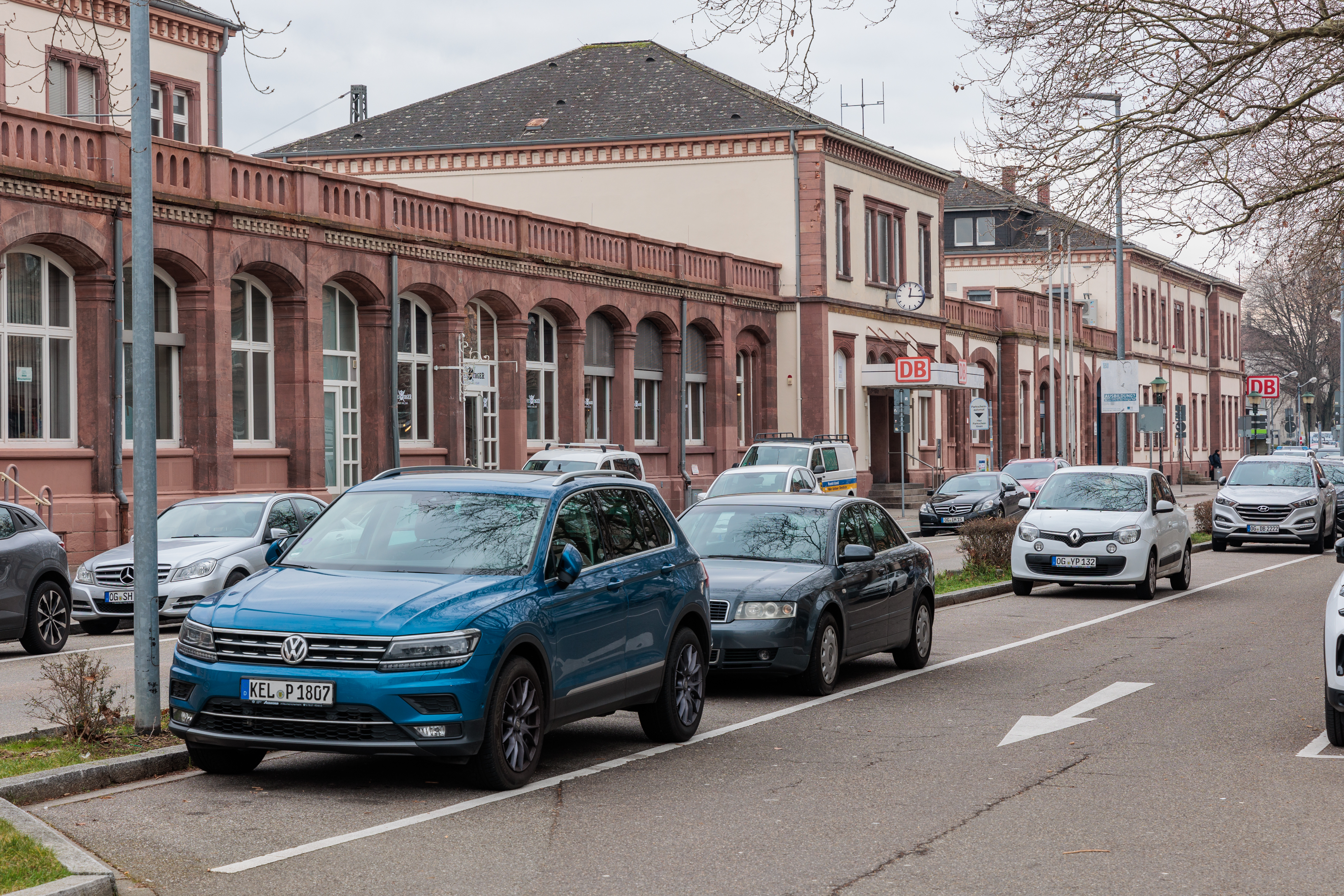
Empfangsgebäude

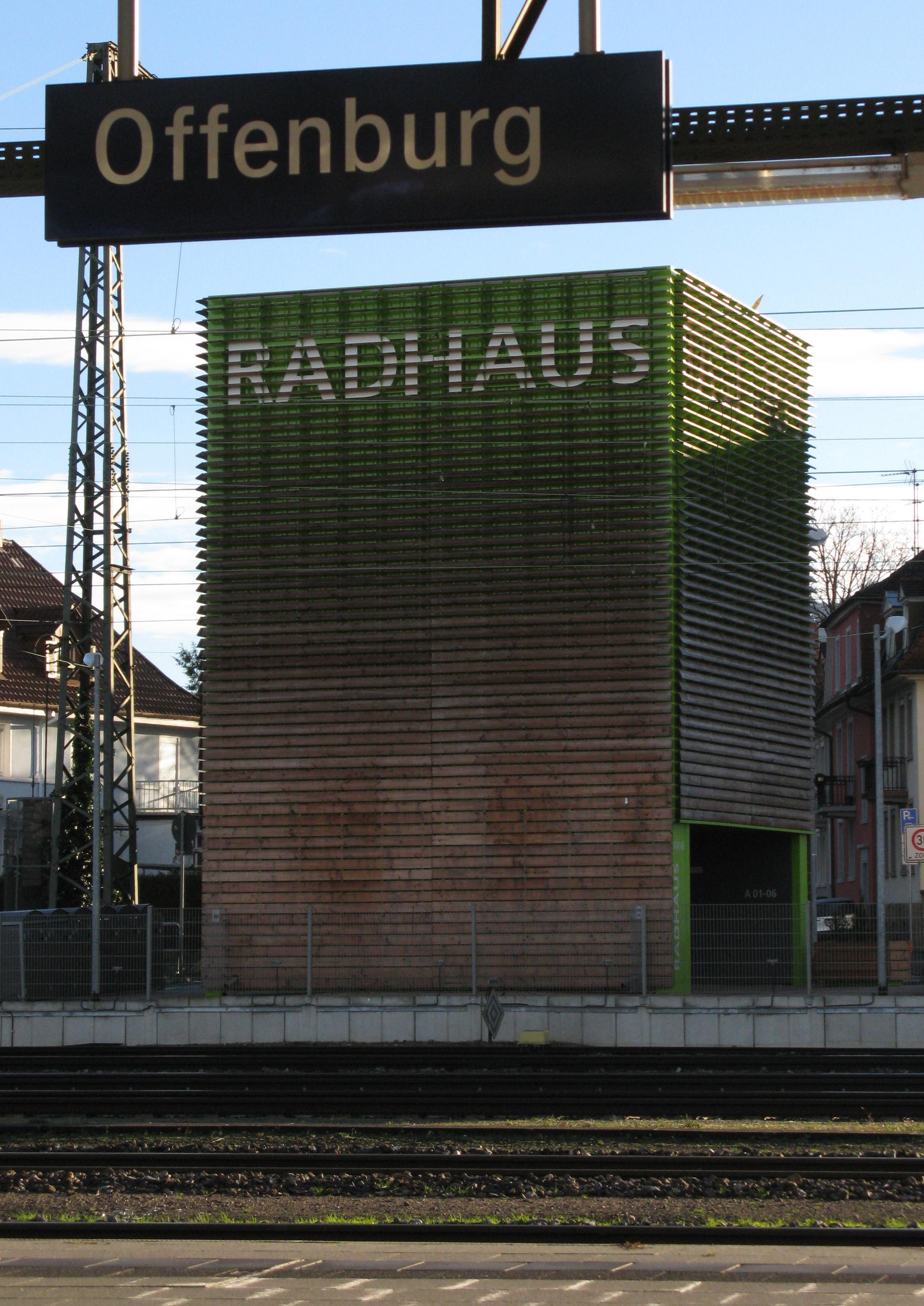
Radhaus auf der Ostseite

Der an der Badischen Hauptbahn gelegene und 1844 eröffnete Bahnhof erhielt von Friedrich Eisenlohr eine kleinere Version des Empfangsgebäudes des alten Karlsruher Bahnhofs. Bei mehreren Erweiterungen des Bahnhofs war eine vierständige Lokschuppen- und Werkstättenanlage entstanden, aus deren Erneuerung 1902 bis 1908 das Ausbesserungswerk Offenburg entstand. Im Ersten Weltkrieg erfolgten mehrere Angriffe auf den Bahnhof. Der schwerste davon brachte am 22. Juli 1918 mit vier Volltreffern den gesamten Mittelbau des Empfangsgebäudes zum Einsturz. Durch die Besetzung Offenburgs und Appenweiers infolge der Ruhrbesetzung im Februar 1923 war die Badische Hauptbahn unterbrochen. Daher mussten die Züge der Badischen Hauptbahn bis zum 12. Dezember 1923 über Donaueschingen, Hausach, Freudenstadt und Hochdorf in Richtung Pforzheim umgeleitet werden. Im Zweiten Weltkrieg wurde als Umgehung südlich des Bahnhofs eine 1,18 km lange Verbindungskurve zwischen der Rheintalbahn und der Schwarzwaldbahn gebaut, die vom 1. September 1940 bis 1945 in Betrieb war und bald darauf abgebaut wurde.
Im Jahr 1989 wurde erstmals in Erwägung gezogen, den Offenburger Bahnhof auszulagern. Als mögliche Standorte waren damals Appenweier oder Windschläg im Gespräch. Letztendlich scheiterte das Projekt aber am Protest der Offenburger Bürger, die ihren Bahnhof, der auch als Wahrzeichen der Stadt gilt, nicht hergeben wollten.
Seit Juni 2007 verkehren TGV-Züge von Paris über Straßburg und Stuttgart nach München. Daher wurde seit 10. Juni 2007 zeitweise ein Halbstundentakt mit OSB-Triebwagen von Offenburg nach Straßburg eingeführt. Dafür wurden zum Beispiel alle noch endenden Ortenau-S-Bahn-Züge ab Kehl nach Straßburg verlängert.

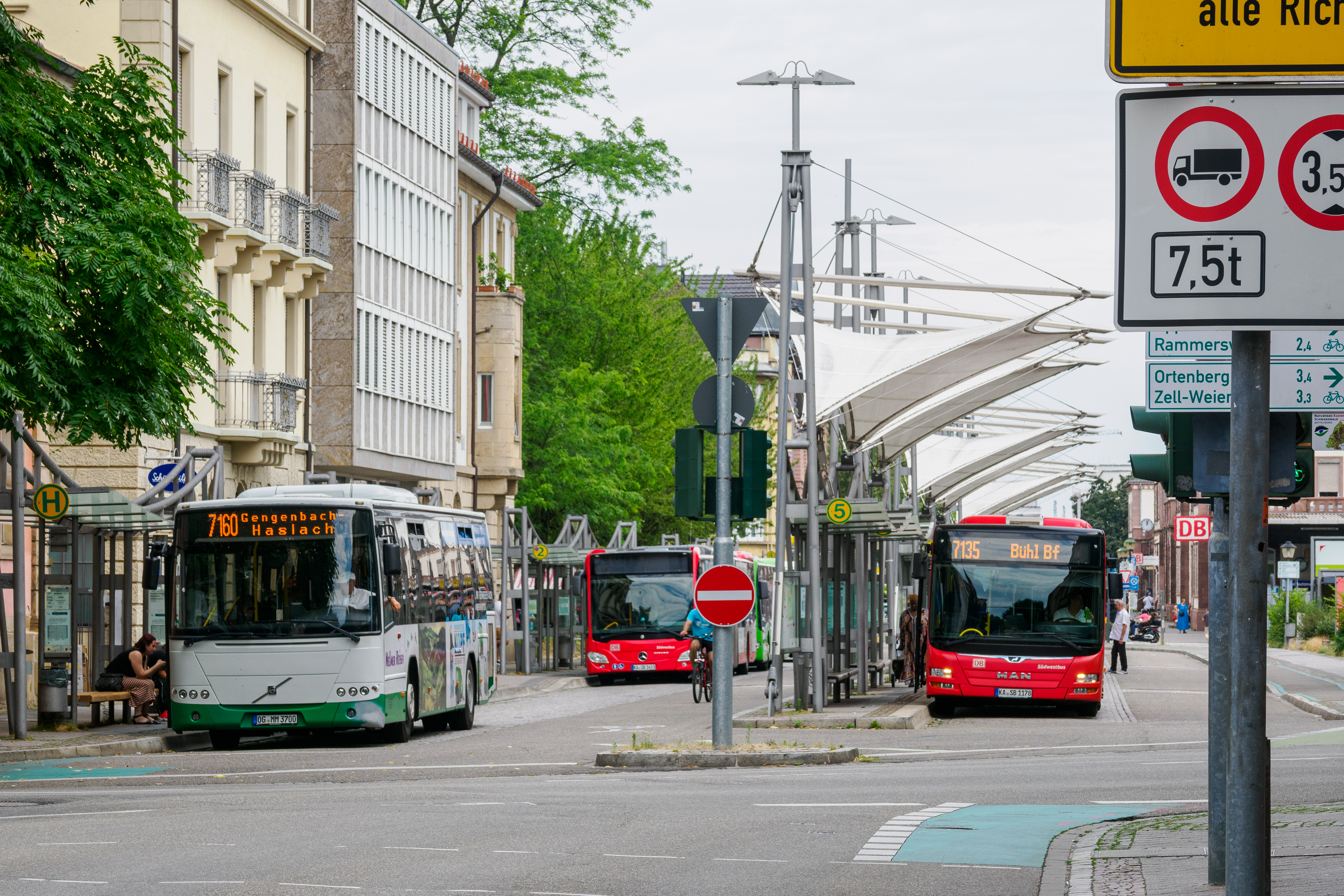
ZOB, hinten rechts der Bahnhof

2004 wurde ein neuer Bahnsteig gebaut und das ehemalige Gütergleis 7 für Personenzüge befahrbar gemacht. Dieses Gleis entlastet die Gleise 5 und 6. Ende 2006 wurden alle Bahnsteigdächer mit neuen Dachplatten versehen. 2007 wurde das Gleis 3 erneuert. Im Juli 2009 wurde der südliche Teil der Bahnsteige an den Gleisen 1/2 und 3/4 erhöht und verlängert. Die Bahnsteige sind mit Personenaufzügen erreichbar. Bis Ende Oktober 2009 wurde der Süd-Unterführungstunnel zur Oststadt hin durchgestoßen und dazu eine neue Bushaltestelle (Bahnhof/Ostseite) gebaut, so dass die Oststadt seit dem 22. Oktober 2009 besser an den Verkehr angeschlossen ist. 2013 wurde hier das Radhaus eröffnet, ein vollautomatisches Fahrradparkhaus nach dem Vorbild der Smart-Türme.
Ein Umbau des Bahnhofsgebäudes war für die Zeit ab Ende 2008 geplant, wird aber nun doch nicht vollzogen. Die europaweite Ausschreibung dazu lief zwischen November 2006 und Januar 2007.
Der Bahnhof Offenburg ist Mittelpunkt der zum Fahrplanwechsel am 15. Dezember 2024 eingeführten Regio S-Bahn Ortenau.

## Zukunftspläne
Die Rheintalbahn südlich von Offenburg und besonders der Bahnhof Offenburg in Richtung Freiburg im Breisgau gelten als Nadelöhr, da lediglich zwei Gleise für den überregionalen Güter-, den halbstündlichen bis stündlichen Regional-, sowie den Fernverkehr mit drei Zügen in zwei Stunden zur Verfügung stehen. Geplant wird deshalb der Bau eines dritten und vierten Gleises zwischen Offenburg und Basel, wogegen es aber heftigen Protest von Anwohnern gibt, die die Tunnelvariante unterhalb der Weststadt bevorzugen. Diese Variante wird jedoch wiederum von den Anwohnern der Weststadt kritisiert.
Im Zuge der Neu- und Ausbaustrecke sind, außer Schallschutzwänden, keine Veränderungen an der Bahnanlage des Bahnhofs vorgesehen.
Ab Mai 2015 soll für Offenburg Rbf bis Juni 2016 ein ESTW entstehen. Hierbei sollen drei Gleise und dreizehn Weichen zurückgebaut, sowie sechs neue Weichen eingebaut werden. Außerdem soll der Ablaufberg entfallen.